# Anni-Frid Lyngstad (musikalbum)
Anni-Frid Lyngstad är ett samlingsalbum av dåvarande Abba-medlemmen Anni-Frid Lyngstad, utgivet år 1972.

## Låtlista
1. Min egen stad
2. En gång är ingen gång
3. Försök och sov på saken
4. Peter Pan
5. Räkna de lyckliga stunderna blott
6. Där du går lämnar kärleken spår
7. Härlig är vår jord
8. Peter kom tillbaka
9. Simsalabim
10. En ledig dag
11. Du är så underbart rar
12. Så synd du måste gå